# رودولفو فيليبي
رودولفو فيليبي (20 يونيو 1978 بتوريس فيدراس في البرتغال - ) هو لاعب كرة قدم برتغالي في مركز الدفاع. لعب مع ألفيركا ونادي بطليوس ونادي بايرنسيه وAD Cerro de Reyes ‏ وCD Díter Zafra ‏ وS.C. Lourinhanense ‏ وReal Balompédica Linense ‏ وإكستريمادورا يونيون ديبورتيفا.

## وصلات خارجية
- رودولفو فيليبي على موقع قاعدة بيانات كرة القدم.إي يو (الإنجليزية)
- رودولفو فيليبي على موقع Soccerway.com (الإنجليزية)
- رودولفو فيليبي على موقع AS.com (الإسبانية)